# Lyncornis
Genre
Lyncornis est un genre d'oiseaux de la famille des Caprimulgidae, comptant deux espèces parfois placées dans le genre Eurostopodus.

## Liste d'espèces
Selon la classification de référence du Congrès ornithologique international (version 2.9, 2011) :
- Lyncornis temminckii Gould, 1838 – Engoulevent de Temminck
- Lyncornis macrotis (Vigors, 1831) – Engoulevent oreillard